# Tytthoscincus aesculeticola
Tytthoscincus aesculeticola — вид сцинкоподібних ящірок родини сцинкових (Scincidae). Ендемік Малайзії.

## Опис
Tytthoscincus aesculeticola — невеликий сцинк, середня довжина якого (без врахування хвоста) становить 42 мм.

## Поширення і екологія
Tytthoscincus aesculeticola мешкають в штатах Сабах і Саравак на півночі і сході острова Калімантан, можливо, також в Брунеї. Вони живуть у вологих гірських тропічних лісах, серед ґрунту, опалого листя, каміння і хмизу. Зустрічаються на висоті від 1350 до 1700 м над рівнем моря.